# Ortogastròpodes
Els ortogastròpodes (Orthogastropoda), els caragols «autèntics», eren una de les dues subclasses de la classe de mol·luscs Gastropoda. Es defineix breument com tots aquells gastròpodes que no són membres de Patellogastropoda, les llepasses «autèntiques» o els seus ancestres.

## Taxonomia
Encara sota revisió:
- Superordre Cocculiniformia Haszprunar, 1987
- Superordre «Hot Vent Taxa» Ponder & Lindberg, 1997 (posició sistèmica encara incerta)
  - Ordre Neomphaloida Sitnikova & Starobogatov, 1983
- Superordre Vetigastropoda Salvini-Plawen, 1989 (llepasses)
- Superorden Neritaemorphi Koken, 1896
  - Ordre Neritopsina Coix & Knight, 1960
- Superordre Caenogastropoda Coix, 1960
  - Ordre Architaenioglossa Haller, 1890
  - Ordre Sorbeoconcha Ponder & Lindberg, 1997
    - Subordre Discopoda P. Fischer, 1884
    - Subordre Murchisoniina Coix & Knight, 1960
    - Subordre Hypsogastropoda Ponder & Lindberg, 1997
- Superordre Heterobranchia J.I. Gray, 1840
  - Ordre Heterostropha P. Fischer, 1885
  - Ordre Opisthobranchia Milne-Edwards, 1848
    - Subordre Cephalaspidea P. Fischer, 1883
    - Subordre Sacoglossa Von Ihering, 1876
    - Subordre Anaspidea P. Fischer, 1883 (llebres marines)
    - Subordre Notaspidea P. Fischer, 1883
    - Subordre Thecosomata Blainville, 1824 (papallones marines)
    - Subordre Gymnosomata Blainville, 1824 (àngels marins)

  - Ordre (encara sense nom)
    - Subordre Nudibranchia Blainville, 1814 (nudibranquis)

  - Ordre Pulmonata Cuvier in Blainville, 1814 (pulmonats)
    - Subordre Systellommatophora Pilsbry, 1948
    - Subordre Basommatophora Keferstein in Bronn, 1864 (pulmonats d'aigua dolça, caragols d'estany)
    - Subordre Eupulmonata Haszprunar & Huber, 1990